# Basílica de San José de Cupertino

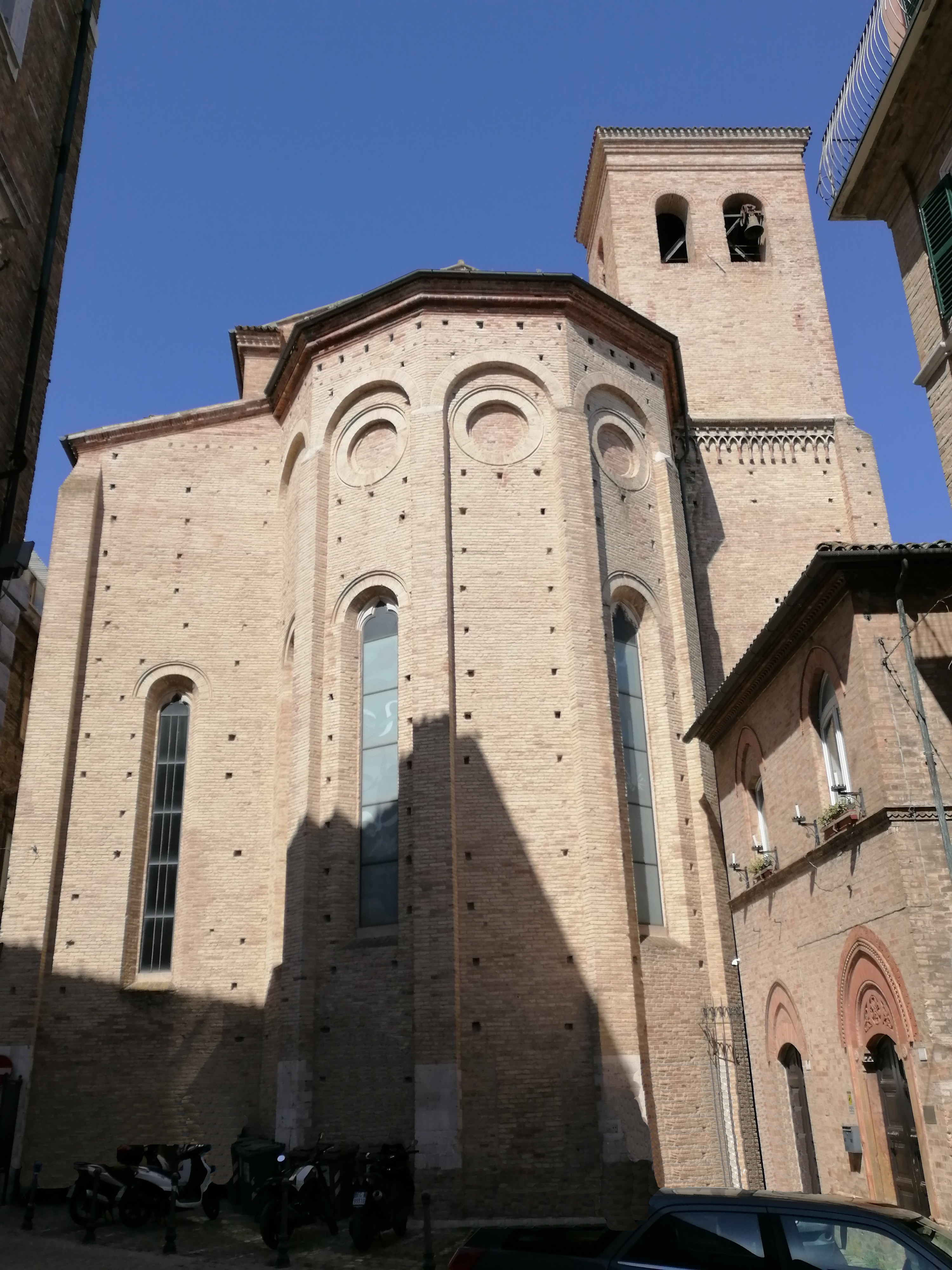
Cabecera y ábside exterior de la iglesia

La Basílica de San José de Cupertino (Basilica di San Giuseppe da Copertino) es un importante santuario católico de la ciudad de Osimo, en la región italiana de Las Marcas. Se encuentra detrás de la plaza Boccolino, la plaza principal del centro, y guarda el cuerpo de San José de Cupertino, patrón de Osimo y patrono de los estudiantes.

## Historia y descripción

### Los orígenes y la iglesia medieval de san Francesco

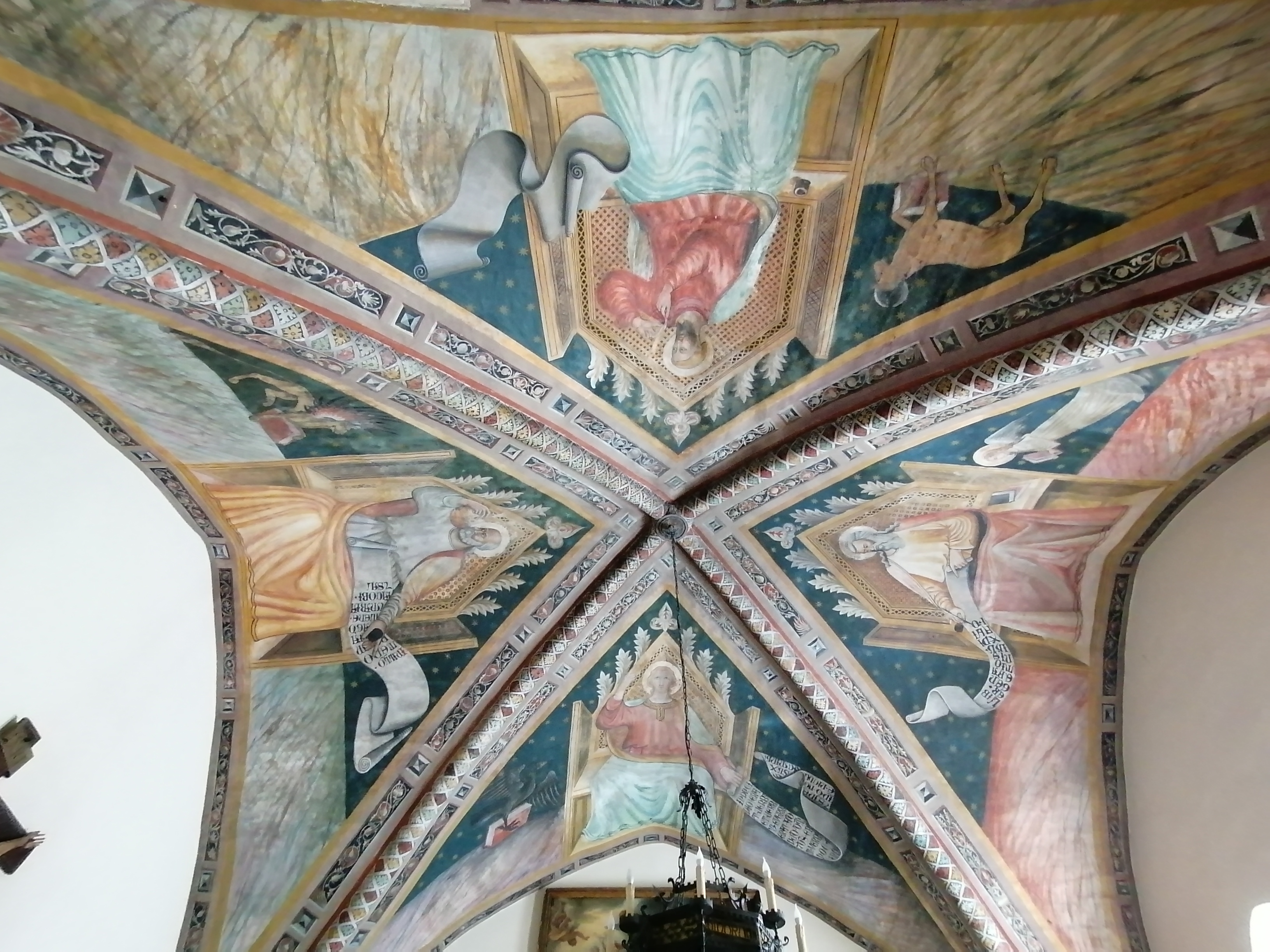
La bóveda de la sacristía con frescos de los «Evangelistas».

En este lugar se levantaba una pequeña iglesia dedicada a Santa María Magdalena Penitente y oficiada por frailes franciscanos. San Francisco visitó Osimo en dos ocasiones: en 1215 y en 1220, dejando su impronta entre sus habitantes. Tras su muerte en 1226, los ciudadanos de Osimo decidieron reconstruir la pequeña iglesia de La Magdalena, que se había quedado pequeña, y erigir una nueva iglesia con un convento anejo. El edificio se consagró el 7 de mayo de 1234 en presencia del obispo y se dedicó a San Francisco de Asís.
La nueva iglesia, de estilo románico-gótico, tenía planta de cruz latina, un ábside saliente acompañado de un campanario cuadrado a la izquierda y la sacristía. En el lado izquierdo, a lo largo de la nave, se encuentra el claustro porticado. La fachada estaba cruzada verticalmente por cuatro pilastras y en el centro se abría un rosetón. Los flancos y el ábside estaban rematados por las mismas pilastras-contrafuertes que la fachada, y tenían altas ventanas (monoforas). El interior, sostenido por pilares polilobulados, tenía una cubierta artesonada en  madera, y presumiblemente estaba pintado al fresco, como indican algunos fragmentos de frescos de los siglos XIV-XV encontrados en varios lugares de la iglesia. A lo largo de los siglos, el edificio sufrió considerables alteraciones, y ya en el siglo XVI y la primera mitad del XVII se construyeron altares adornados con columnas y estucos, lo que provocó la pérdida de gran parte de los frescos medievales, se construyó una bóveda enlucida y se cerraron el rosetón de la fachada y los ventanales de los laterales...

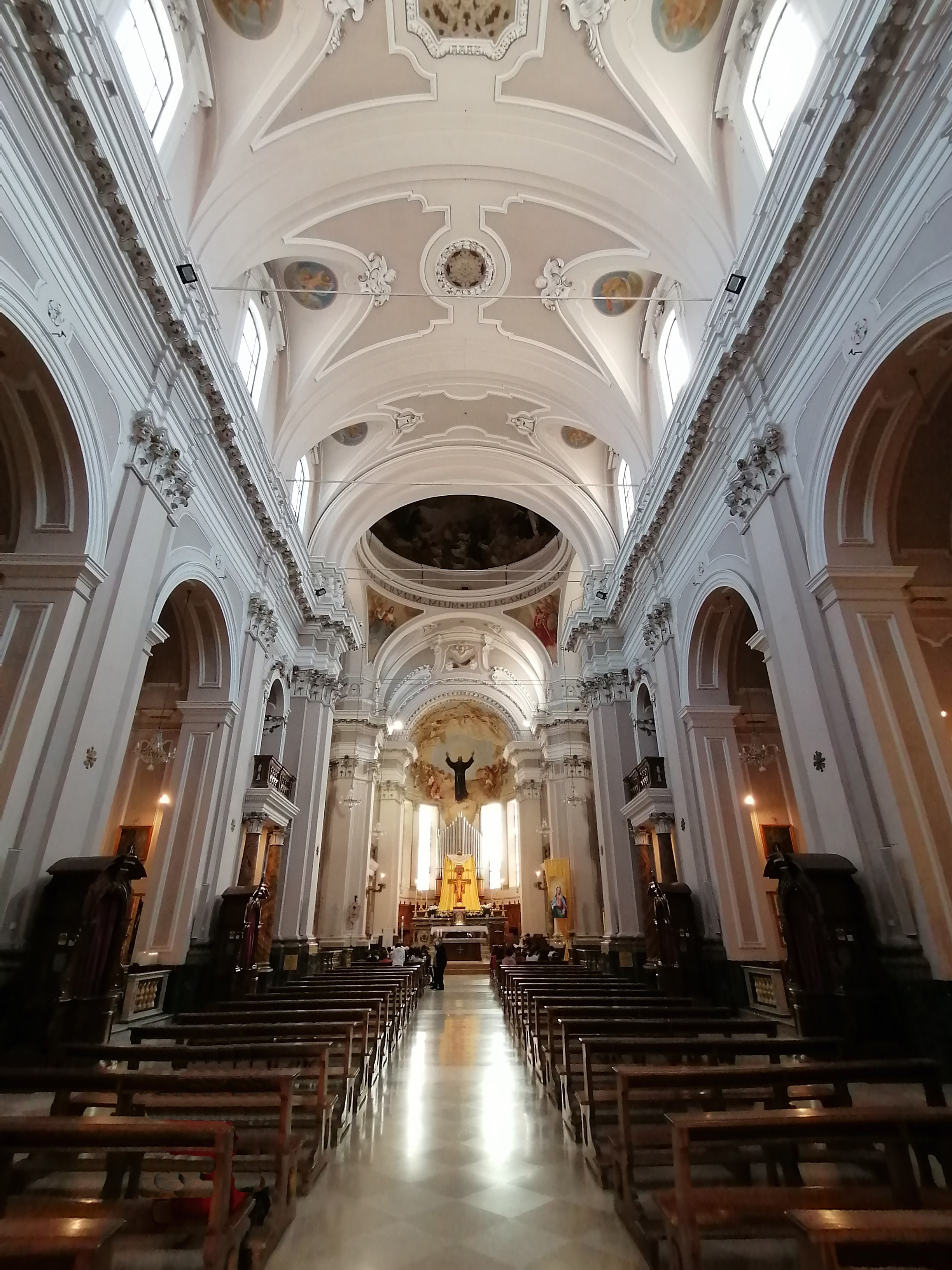
El interior barroco

### Santuario de san José de Cupertino
El 9 de julio de 1657, el convento franciscano vio la llegada de José de Cupertino, que había sido movido de su ermita al convento por el Santo Oficio para apartarlo de la «curiosidad popular» tras ser absuelto de su presunto «abuso de credulidad popular». Aquí pasó sus últimos años de vida en completo aislamiento y fue protagonista de un episodio de levitación, ocurrido sobre un almendro a la vista de la basílica de la Santa Casa de Loreto. Murió el 18 de septiembre de 1663.

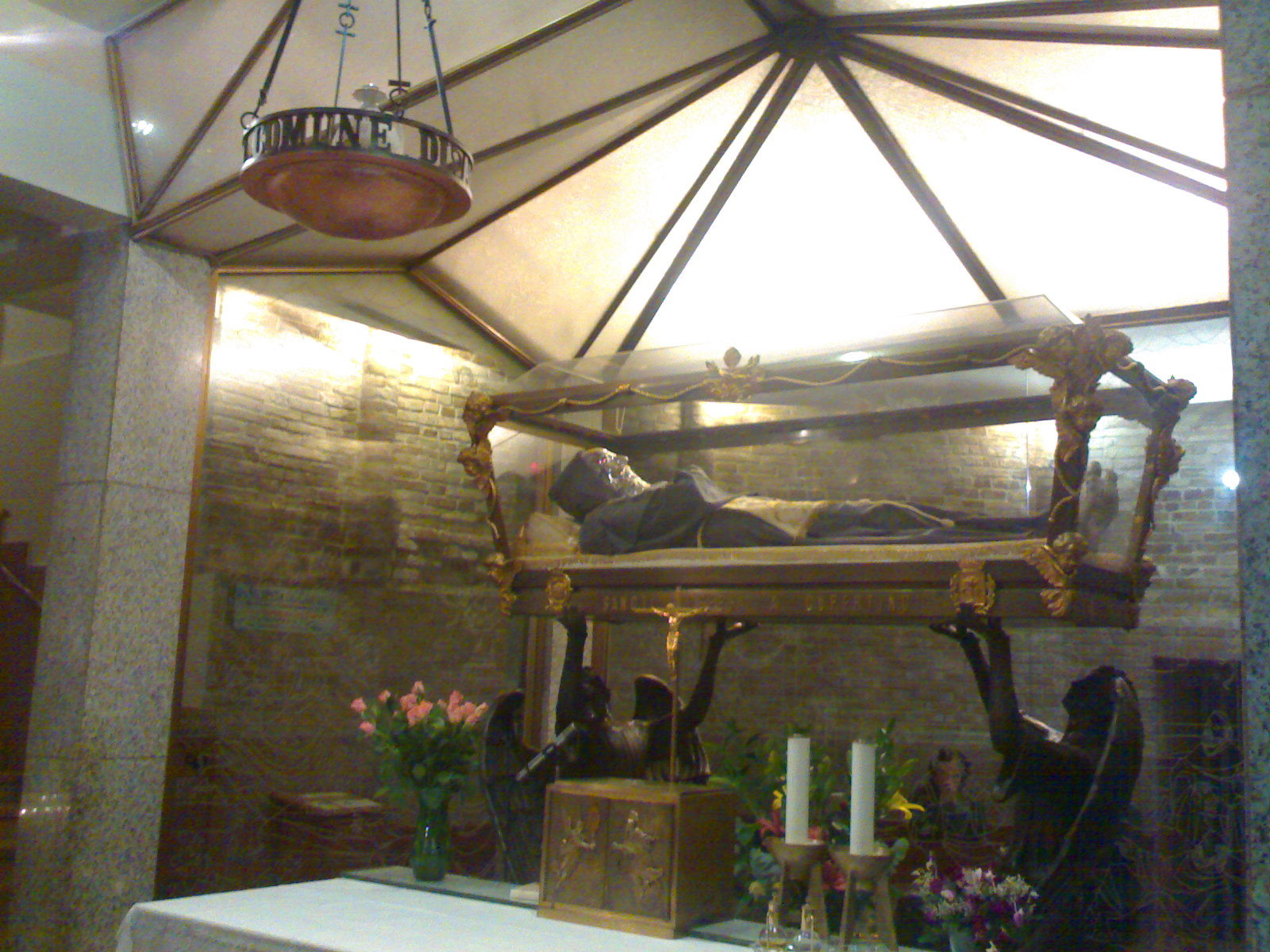
Urna funeraria que contiene el cuerpo de San José de Cupertino (cripta de la basílica)

El 24 de febrero de 1753, José de Cupertino fue beatificado por el Papa Benedicto XIV y fue prevista su canonización. Entonces los Frailes Menores Conventuales procedieron a la reestructuración total del edificio medieval. El arquitecto Andrea Vici fue encargado del proyecto, ayudado por el arquitecto local Alessandro Rossi, que respetó la planta y parte del exterior de la antigua iglesia, pero levantó los muros para construir las nuevas bóvedas y, en el crucero del transepto, la cúpula, y rediseñó todos los espacios según los dictados del estilo barroco entonces en boga. Los pilares polistilos se cubrieron de estuco, pilastras y follaje, mientras que los antiguos altares laterales se demolieron para crear las seis nuevas capillas laterales y dos capillas mayores junto al presbiterio. En las cabeceras de los transeptos se erigieron los dos monumentales altares barrocos de mármol.
El 16 de julio de 1767, José de Cupertino fue declarado santo por el Papa Clemente XIII y su cuerpo fue colocado bajo el altar ya en 1771. El nuevo templo fue consagrado por el obispo de Osimo, el cardenal Guido Calcagnini, el 27 de mayo de 1781 y dedicado ya no a San Francisco, sino a San José de Cupertino. Pronto se convirtió en el santuario principal del Santo, motivando que el Papa Pío VI, en 1796, elevara la iglesia a la dignidad de Basílica por ser «uno de los santuarios más famosos y venerables de la cristiandad».

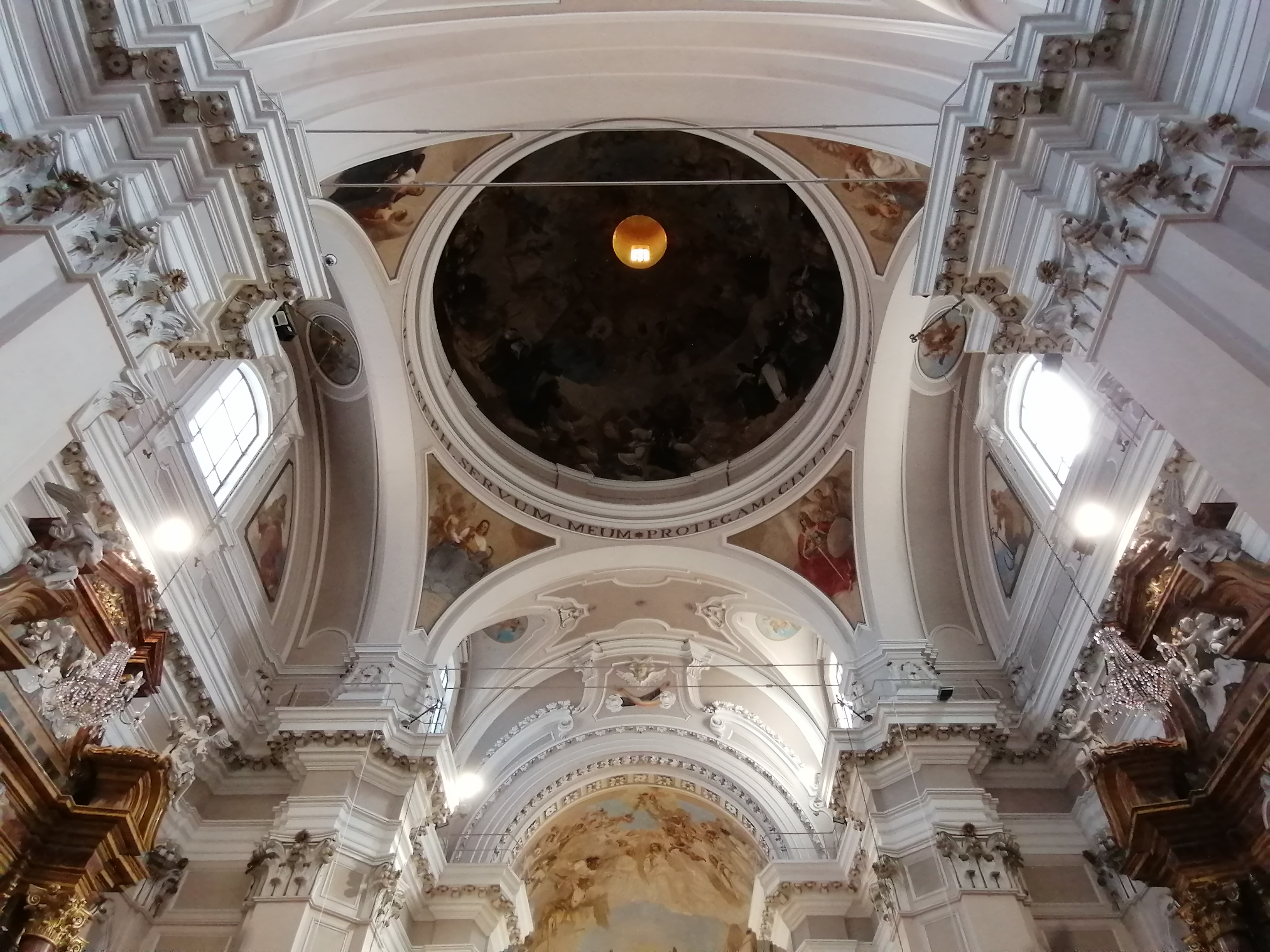
Vista interna de la cúpula

### Historia reciente
El 30 de octubre de 1930 se produjo un violento terremoto con epicentro en Senigallia; la cercana Ancona resultó muy golpeada, al igual que Osimo y su santuario. Inmediatamente se llevaron a cabo obras de restauración, y en esa ocasión se recurrió al pintor Gaetano Bocchetti que, entre 1933 y 1937, trabajó en el fresco sobre la Gloria de San José de Cupertino, en la cúpula; el santo patrón, en la pila del ábside; y San Francisco Misionero Partiendo del Puerto de Ancona, en la contrafachada.
En 1963, con motivo del tercer centenario de la muerte de San José de Cupertino, se construyó la cripta donde hoy se encuentra la urna de bronce y cristal que contiene el cuerpo del Santo.

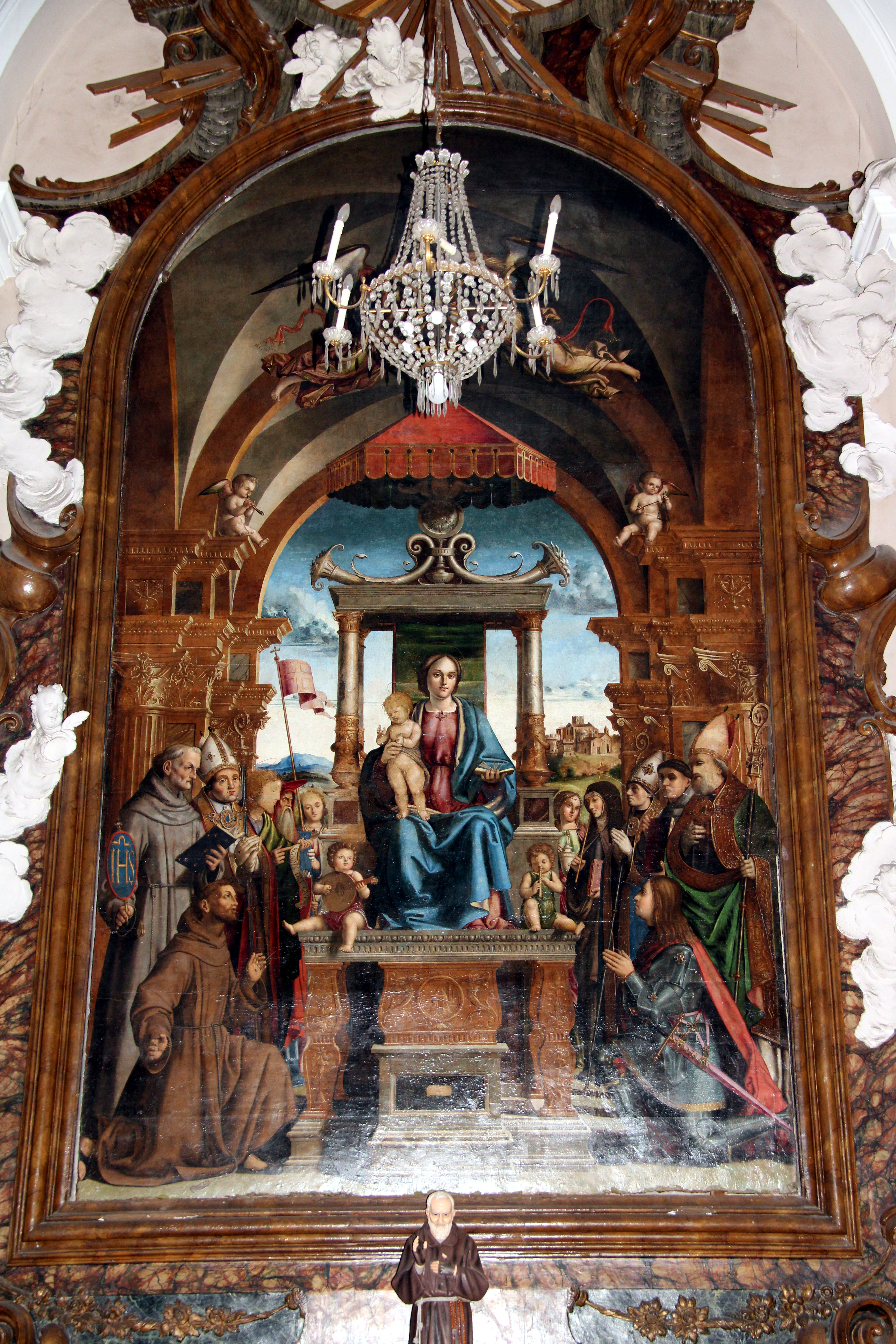
Antonio Solario: La Virgen con el Niño entronizado entre santos y el capitán Boccolino di Guzzone da Osimo (1505).

Las estancias del santo, conservadas en su estado original, incluyen las tres pequeñas habitaciones en las que se alojó de 1657 a 1663 y el oratorio donde celebraba la Santa Misa todos los días. Estos lugares pueden ser visitados por peregrinos y devotos durante el horario de apertura del Santuario.

### Exterior
La fachada del siglo XVIII ha quedado inacabada. Del antiguo edificio religioso medieval quedan visibles en la actualidad parte de la fachada exterior y, sobre todo, el notable ábside.

### Interior

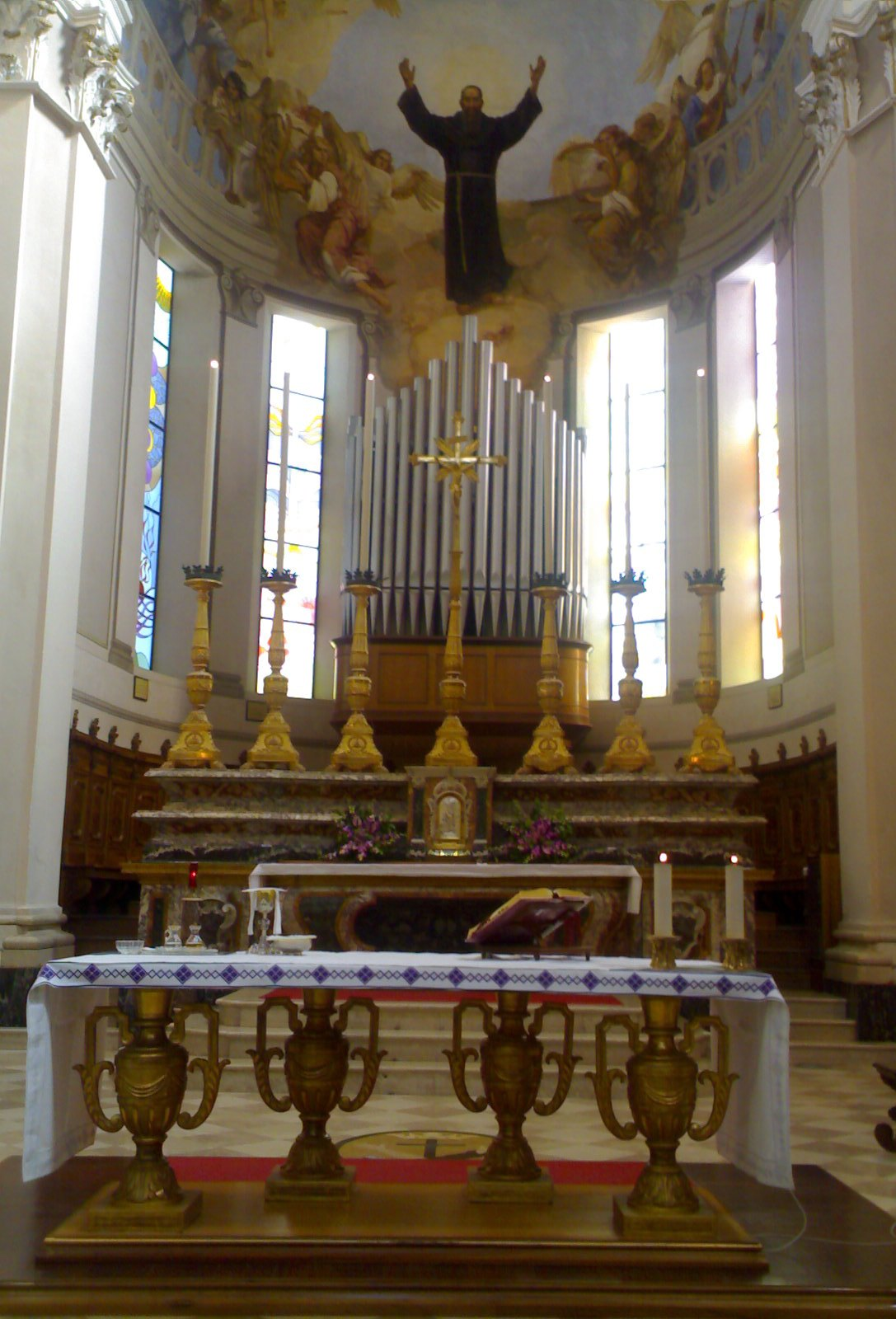
Fresco absidal de Gaetano Bocchetti que representa a San José de Cupertino.

El interior, de una sola nave y capillas laterales, presenta un aspecto del setecento (siglo XVIII) y conserva diversas obras de arte, entre ellas algunos restos de la decoración medieval de la iglesia, como la Virgen Annunziata del siglo XIV, conocida como la «Madonna del Volto» (Virgen del Rostro), visible en la arquivolta situada entre el segundo y el tercer altar a la derecha, o el otro fragmento de un fresco atribuido a Pietro di Domenico da Montepulciano con la Madonna Addolorata (Virgen dolorosa), fechado en 1418-20. En la contrafachada se puede ver el primero de los frescos pintados entre 1933 y 1937 por el pintor napolitano Gaetano Bocchetti, que representa a San Francisco de Asís saliendo del puerto de Ancona hacia Oriente, el 24 de junio de 1219, tras hacer escala en la ciudad de Osimo.
En el primer altar derecho se encuentra una Madonna di Piazza (Virgen de la Plaza) del siglo XVIII, obra de Domenico Luigi Valeri, trasladada al Santuario en 1893 desde la torre del Ayuntamiento, en cuyo nicho se expuso en especiales circunstancias.
En el altar del transepto derecho hay un retablo centrado de Mattia Preti con la Visión de San Antonio de Padua de la Virgen y el Niño, que debe considerarse su primer retablo plenamente barroco que representa un dinámico espacio celeste, realizado hacia 1650-52.
La cúpula en la unión del transepto corto también fue decorada por Gaetano Bocchetti con la Gloria de San José de Cupertino en el Paraíso, y con las cuatro Virtudes Cardinales en las pechinas (a costa de ocultar los anteriores frescos de Cristoforo Roncalli). El altar mayor del siglo XVIII albergó los restos de San José de Cupertino hasta 1963. En el ábside hay otro fresco de Bocchetti que representa a San José de Cupertino en éxtasis entre huestes de ángeles.
En el otro altar barroco del transepto izquierdo hay una pintura del setecento que representa Santos franciscanos en adoración de la Cruz y de Cristo en la gloria.
En el segundo altar de la izquierda se encuentra la grandiosa Virgen entronizada con el Niño y los santos, un óleo sobre tabla encargado por los franciscanos a Antonio Solario y terminado en 1505. La Sagrada Conversación en la que se vislumbran los rasgos de Boccolino da Guzzone en la figura del joven soldado arrodillado a la derecha, ambientada en un espacioso interior de iglesia con altas bóvedas, arquitectura renacentista abierta al paisaje, en el que se reconocen el monte Vettore y la misma Osimo. La tabla no está colocado en el altar original y le falta el marco de madera que debería ir a juego con el espacio interior del cuadro. Sin embargo, en el momento de su entrega por el pintor, la obra estaba inacabada en algunas de sus partes y fue terminada por Giuliano Presutti de Fano, que también realizó la predela. En el primer altar izquierdo se encuentra una importante pintura de la Crucifixión de Francesco Solimena. Las cuatro vidrieras absidales son obra de Ulrico (Schettini) Montefiore. Se inspiran en el Cántico de las Criaturas.
Además, en la sacristía, que muestra casi íntegramente las líneas del edificio medieval, se conservan en la bóveda frescos del trecento (siglo XIV) la escuela de Giotto que representan a los Cuatro Evangelistas y un lienzo que representa a San José de Cupertino que se eleva en vuelo a la vista de la Basílica de Loreto, obra de Ludovico Mazzanti, encargado por la familia Sinibaldi originalmente para el ábside del nuevo edificio del setecento y realizado en 1767.
En la capilla privada donde el santo levitaba, se encuentra un magnífico altar de madera con un lienzo que representa la Purificación de María, espléndida obra del siglo XVII perteneciente posiblemente al entorno de Claudio Ridolfi.